# Мало веће (Дубровник)
Мало веће (лат. Consilium minus, или итал. ) од 11 чланова (6 саветника и 5 судија), представљало је извршну власт Дубровачке републике (лат. Respublica Ragusina: 1358-1808).
 
На челу извршне власти (Малог већа) стајао је дубровачки кнез (лат. rector, или итал. ), који је заједно са члановима овог већа доносио одлуке из своје надлежности.
У управној структури града Дубровника (лат. Ragusium, или Ragusa), „Мало веће“ је заједно са најистакнутијим припадницима „Великог већа“ (лат. Consilium maius) чинило „Веће умољених“ (лат. Consilium rogatorum) од 45 чланова, које се често помињане у историјским изворима и као – „Дубровачки сенат“ (лат. Senatus Ragusinus).
Капути »већника« (лат. consiliarii) били су са унутрашње стране постављени крзном, али је само кнежев »хабит« (свечана одећа, посебно украшена) био црвене боје.

Дубровачка грађанска класа је такође савета и захтева доприносила друштвено-управном животу републике, преко своје две најпознатије лаичке братовштине познате под именима Антунини и Лазарини (настала је од једног дела Антнина).

## Правна контрола рада Малог већа
Конкретна правна овлаштења сваког управног тела Дубровачке републике регулисао је Дубровачки статут (лат. Liber statutorum civitatis Ragusii), донесен први пут 1279. године, а потом допуњен 1437. године.
 
Статут обухвата осам књига, од којих су првих седам донете 1272. године, а осма представља зборник допуна и измена изворнога текста, које су учињене до 1358. године.
 
Прве три књиге Статута посвећене су државној организацији, четврта приватном праву, док су у петој књизи истовремено нашле места норме приватног и јавног права.
 
Шеста књига је посвећена кривичном, а седма поморском праву.
Разрађивање статутарних норми вршено је хронолошким редом преко
„Зелене књиге“ (лат. Liber viridis) и „Жуте књиге“ (лат. Liber croceus) назване су тако по боји својих корица.
 
У „Зелену књигу“ вршени су уписи од 1358. до 1460. године, а од тада па до 1808. године у „Жуту књигу“.
Посебно важан државни орган у Дубровнику били су чувари закона, тј. „Државни провизори“ (лат. Proveditores terræ, или итал. ), који ради као стална магистратура од 1477. године.

Петорицу провизора (тројицу после 1667. године) бирало је „Велико веће“ на једногодишњи мандат из редова властеле старије од 50 година.
 
Њима је био поверен надзор над радом кнеза и сва три већа утолико што су својим ветом могли спречити извршење сваког закључка или одлуке напред поменутих органа, уколико нађу да је акт неког од њих супротан дубровачким законима.
 
Кроз рад овога органа дубровачко право је упознало ону установу која се у модерноме праву назива контролом уставности.

## Ограничена самосталност Дубровачке републике
Дубровник је од 27. маја 1358. године био под номиналном влашћу Краљевине Мађарске (лат. Regnum Hungariæ: 1000-1526), тј. био је дужан да истој плаћа годишњи данак (500 дуката) и да у свечане дане истиче мађарску заставу, а у случају рата морали су је помагати на мору, док се са друге стране, мађарски краљеви нису мешали у њихове унутрашње послове републике.
 
Дубровник остаје под (формалном) мађарском влашћу све до 29. августа 1526. године, када је уништена Краљевина Мађарска, односно до битке код Мохача.
Убрзо после француске окупације Дубровника (25. маја 1806. године), укида се Дубровачка република (31. јануар 1808. године) и распушта „Мало веће“.